# Эрагон. Наследие
«Эрагон. Наследие» (англ. Inheritance) — четвёртая и заключительная книга тетралогии «Наследие» писателя-фантаста Кристофера Паолини.
23 марта 2011 года британское издательство «Random House» объявило название книги — Inheritance, что в переводе означает «Наследие». Так же была опубликована обложка с изображением зелёного дракона.
8 ноября 2011 года книга была выпущена в США и Великобритании. В России книга выпущена издательством РОСМЭН 23 марта 2012 года.

Я запланировал «Наследие» как трилогию девять лет назад, когда мне было пятнадцать лет. В то время я не представлял, что напишу все три части, и совсем не помышлял о том, что они будут изданы." — говорит Кристофер. — "После того, как я полностью погрузился в историю третьей книги, стало очевидно, что продолжение истории будет слишком большим по объёму, чтобы поместиться в одной книге. Долго размышляя о всей серии как о трилогии, оставаясь верным своим персонажам, я должен был расставить все точки над «i» и ответить на вопросы, которые возникли после «Эрагона» и «Возвращения», реализовать всё это для меня оказалось слишком трудной задачей. Поэтому я вынужден разделить конец трилогии на две книги.— Кристофер Паолини

## Сюжет
Книга начинается осадой варденов города Белатона. В разгаре битвы Сапфира чуть было не была убита Даутхдаэртом Нирнен — зачарованным копьем времен войны между драконами и эльфами, которое может легко убить дракона, а на Рорана и пятерых воинов падает часть стены. Роран выживает, но воины погибают. Белатона была взята, и вскоре вардены заключают союз с котами-оборотнями.
В ночь после битвы новорожденная дочь Илейн, Надежда, рождается с расщеплением нёба. Эрагон поёт заклятие-колыбельную всю ночь, чтобы исцелить новорождённую.
Роран получает задание захватить Ароуз и с собой берет нескольких людей из числа бывших жителей Карвахолла. Оказывается, город хорошо защищен, а в распоряжении Рорана только восемьсот воинов. Роран придумывает план осады, используя то, что в город втекает три канала из окружавших Ароуз озёр. В ходе подготовки плана на Рорана было совершено неудачное покушение. Вскоре Ароуз был захвачен.
В лагере к Эрагону выходит на контакт Элдунари Глаэдра, которое до этого было погружено в свое горе, и помогает Эрагону в его тренировках.
Роран вернулся в лагерь варденов, которые осадили Леону, на защиту которой Гальбаторикс отправил Муртага и Торна. В это время Джоад находит сведения о тайном подземном тоннеле, ведущем в город. Эрагон берет с собой Арью, Анжелу, Солембума и эльфа Вирдена, после чего они находят этот тайный тоннель, в котором на них нападают. Вирден погибает, Анжела и Солембум теряются, а Эрагон с Арьей попадают в плен ко жрецам Хелгринда, поклоняющимся раззакам. Жрецы хотят скормить Арью и Эрагона новорожденным раззакам, однако их спасают Анжела и Солембум, после чего они выбираются наружу и захватывают ворота города. Сапфира с Блёдхгармом, взявшим внешность Эрагона, борются с Муртагом и Торном, пока Эрагон помогает варденам у ворот. Но Муртаг раскрывает обман Эрагона и из-за ранений Торна покидает Драс-Леону, пообещав взять с Эрагона «столько крови, сколько потерял Торн».
Ночью Солембум и Эрагон находят разгадку предсказанию кота «Когда покажется, что все потеряно и сил у тебя совсем не осталось, отправляйся к скале Кутхиан и произнеси вслух свое имя, чтобы открыть Склеп Душ». Они узнают, что название «Кутхиан» стёрто из памяти у большинства существ.
В ту же ночь на лагерь варденов нападает Муртаг со своим драконом Торном, после чего они похищают Насуаду. Временным лидером варденов становится Эрагон, который вместе с Сапфирой и Глаэдром покидает лагерь, и они летят на Врёнгард, где узнают свои истинные имена и открывают Склеп. Остров полон следов битвы Всадников и Проклятых, а в руинах Дору Арибы ощущается энергия, оставшаяся после самопожертвования Всадника Тхувиеля. В Склепе они обнаруживают 136 свободных Элдунари и более 200 яиц драконов, после чего они покидают склеп с Элдунари, которые предупреждают, что Эрагон с Сапфирой и Глаэдром забудут про свободные драконьи яйца до того, пока не убьют Гальбаторикса.
Тем временем Насуада терпит пытки, которые проводит Гальбаторикс в Урубаене, и у неё появляются близкие отношения с Муртагом.
Эрагон возвращается в лагерь варденов с Элдунари.
Вскоре вардены начинают осаду Урубаена. Эрагон, Арья, маги Блёдхгарма и Эльва проникают в крепость, где они встретили короля и его дракона, Шрюкна. Сначала король заставляет Эрагона сражаться с Муртагом. В схватке никто не может одержать победу, но в итоге Эрагон наносит Муртагу глубокую рану в живот. Муртаг понимает, что их с Торном истинные имена изменились, так как изменились и они. Муртаг решает помочь Эрагону, применив против короля изученное им Имя древнего языка. При помощи Элдунари Эрагон создает заклятие, направившее всю человеческую боль и страдания, произошедшие по вине короля, в сознание Гальбаторикса. Созданное Эрагоном заклятие уничтожает разум короля, в результате чего он совершает самоубийство, взорвав себя подобно пожертвовавшему собой на Врёнгарде Всаднику. Арья с помощью копья Смерти Нирнен убивает Шрюкна.
Тем временем вардены в Урубаене несут большие потери. Погибает королева Имиладрис. После этого Роран убивает командира войск Империи лорда Барста. Неожиданно по городу проносится сильная взрывная волна, разрушившая дворец Гальбаторикса изнутри. Эрагон с остальными, пережившие взрыв внутри непроницаемой для любых сил магической сферы, выбираются из-под завалов, а Арья спасает зелёное яйцо дракона. Муртаг и Торн улетают на север. Вскоре город был завоеван, а все чары Гальбаторикса сняты.
Насуада становится королевой, Роран — лордом долины Паланкар, которая является для него с Эрагоном родной, а Арья — Всадницей и Королевой эльфов. Дракон Арьи по имени Фирнен подружился с Сапфирой. С помощью Элдунари Эрагон создал новый договор с драконами, по которому Всадниками могут быть ещё гномы и ургалы. Вскоре Эрагон отправился за пределы Алагейзии, где он может воспитывать Всадников и драконов без опасений, что навредит людям, гномам или эльфам. По предсказанию Анжелы в первой книге, Эрагон не вернется в Алагейзию.

## Герои книги
- Эрагон — главный герой.
- Роран — двоюродный брат Эрагона.
- Слоан — мясник из Карвахолла, ставший предателем.
- Катрина — дочь Слоана и возлюбленная Рорана.
- Сапфира — дракониха и друг Эрагона.
- Анжела — травница и колдунья.
- Джоад — учёный и друг Брома.
- Солембум — кот-оборотень, приятель Анжелы.
- Муртаг — сын Морзана и друг Эрагона (в первой части). Позже — всадник Гальбаторикса.
- Арья — эльфийка, посланница и дочь королевы эльфов.
- Орик — гном, племянник Хротгара, король гномов и друг Эрагона.
- Насуада — преемница и дочь Аджихада, в третей части королева варденов.
- Глаэдр — золотой дракон Оромиса, учитель Эрагона и Сапфиры.
- Оррин — король Сурды.
- Гальбаторикс — Король Алагейзии, злейший враг Эрагона и варденов, предводитель Проклятых.
- Королева Имиладрис(†) — королева эльфов Алагейзии. Погибает от руки лорда Барста.
- Мод — кошка-оборотень при дворе королевы Имиладрис.
- Эльва — девочка, случайно «проклятая» Эрагоном в Фартхен Дурре, в будущем подруга и защитница Насуады
- Торн — красный дракон Муртага. Вместе с ним давший обет Гальбаториксу.

### Упоминающиеся люди
- Бром(†) — наставник Эрагона, убит раззаками (Бывший Всадник). В 3 книге стало известно, что Бром — отец Эрагона.
- Оромис(†) — учитель Эрагона и Сапфиры, Всадник, эльф. Убит Муртагом под управлением Гальбаторикса
- Морзан(†) — первый из Проклятых, отец Муртага.
- Гэрроу(†) — карвахольский фермер, брат Селены, дядя Эрагона, отец Рорана. Убит раззаками.

### Новые персонажи
- Гальбаторикс(†) — Король Алагейзии, злейший враг Эрагона и варденов, предводитель 13 клятвонарушителей, известных как Проклятые.
- Шрюкн(†) — дракон Гальбаторикса. Убит Арьей с помощью Даутхэда.
- Фирнен — дракон Арьи.
- Гримрр Полулапа — король народа котов-оборотней. Заключил союз с варденами.
- Умаротх — дракон Враиля. Был убит Гальбаториксом. Главенствовал над Элдунари, сохранёнными в Своде Душ.